# Хейзел-Ран (город, Миннесота)
Хейзел-Ран (англ. Hazel Run) — город в округе Йеллоу-Медисин, штат Миннесота, США. На площади 1,9 км² (1,9 км² — суша, водоёмов нет), согласно переписи 2002 года, проживают 64 человека. Плотность населения составляет 32,9 чел./км².
- Телефонный код города — 320
- Почтовый индекс — 56241
- FIPS-код города — 27-28016[1]
- GNIS-идентификатор — 0644806[2]